# ミズニラ
ミズニラ（水韮、学名：Isoetes japonica）は、ミズニラ属に属する水草、またミズニラ属の植物の総称でもある。

## 分布
日本、中国、朝鮮半島に分布する。日本では湖沼の開発などで個体数が減少しており、環境省のレッドリストで準絶滅危惧に評価されている。

## 形態、生態
いわゆる水生シダ類の1種とされるが、系統的には他種と異なりヒカゲノカズラ植物門に分類される。多年生植物。湖沼や水田、水路などで見られる。名前の通りニラに似た外見で、基部から線形葉を多数叢生する。葉の根元に胞子嚢を持ち、胞子によって繁殖する。染色体は6倍体。

## 類似種
ミズニラモドキをはじめ、ミズニラ属の種は形態的にどれも酷似する。ミズニラを他種と確実に区別するには胞子の顕微鏡的観察が必要になる。ミズニラの場合、大胞子の表面にハニカム構造のような網状模様があり、小胞子表面がなめらかであることで他種と区別できる。ミズニラモドキやミチノクミズニラ（ミズニラとミズニラモドキの雑種）は、大胞子はミズニラと同様だが、小胞子が針状突起をもつ。

## 保全状況評価
準絶滅危惧（NT）（環境省レッドリスト）

## 利用
アクアリウムで利用される。水槽で育成することは容易である。